# 키리바시 축구 국가대표팀
키리바시 축구 국가대표팀은 키리바시를 대표하는 축구 국가대표팀이다. 1979년 8월 22일 파푸아뉴기니와의 1979년 퍼시픽 게임 조별리그에서 국제 경기 데뷔전을 가졌다. OFC의 준회원이지만 FIFA 회원이 아닌 독립 축구 협회 연맹의 회원이므로 FIFA 월드컵이나 OFC 네이션스컵 등에는 참가할 수 없으며 퍼시픽 게임과 독립 축구 협회 연맹에서 주관하는 대회에만 참가할 수 있다.

## 국제 대회 경력

### 퍼시픽 게임
퍼시픽 게임에는 3번 출전했지만 3번의 대회에서 모두 조별리그 탈락의 고배를 마셨고 통산 1무 10패의 성적을 거두는 등 현재까지 단 1승도 거두지 못하고 있다.